# Liščí potok (přítok Stěnavy)
Liščí potok je pravostranný přítok řeky Stěnavy v okrese Náchod v Královéhradeckém kraji. Délka toku činí 5,58 km. Plocha povodí je 11,539 km².

## Průběh toku
Liščí potok pramení v intravilánu obce Hejtmánkovice v nadmořské výšce 448 m. Potok protéká obcí podél hlavní komunikace – silnice II/302 do Broumova. Během toku přibírá čtyři bezejmenné přítoky, dva z pravé strany a dva z levé strany. První pravostranný přítok pramení v nadmořské výšce 447 m na jižním úbočí Písčitého vrchu (487 m n. m.). Další přítok je rovněž zprava, pramení ve výšce 478 m n. m., protéká Kinclovým rybníkem a v Hejtmánkovicích u obecního úřadu ústí do Liščího potoka. Dále pak zleva přibírá delší potok pramenící ve výšce 453 m n. m. a na konci Hejtmánkovic ještě jeden krátký přítok. Liščí potok pokračuje do Broumova, ze západní a jižní strany obtéká jeho historické centrum, protéká parkem Alejka, podtéká parkoviště a v nadmořské výšce 378 m se u mostu v Přadlácké ulici vlévá do řeky Stěnavy.
Výškový rozdíl mezi pramenem (448 m n. m.) a ústím (378 m n. m.) činí 70 m na délce 5,58 km. Liščí potok protéká katastrálním územím obcí Hejtmánkovice a Broumov.

## Ochrana před povodněmi
Na mostku v Hejtmánkovicích je nainstalováno automatické hladinoměrné čidlo s dálkovým přenosem dat a umístěna vodočetná lať, ukazující míru povodňového nebezpečí. První stupeň povodňové aktivity (1.SPA), stav bdělosti, je v Hejtmánkovicích při výšce vodní hladiny 100 cm, druhý stupeň povodňové aktivity (2.SPA), stav pohotovosti, je při 140 cm a třetí stupeň povodňové aktivity (3.SPA), stav ohrožení, je při 170 cm vodní hladiny potoka.
Čidlo bylo nainstalováno v roce 2010 v rámci projektu Varovný systém ochrany před povodněmi pro obce Broumovska. Tento projekt byl spolufinancován Evropskou unií – Fondem soudržnosti a Státním fondem životního prostředí ČR v rámci Operačního programu Životní prostředí.

## Správa vodního toku
Správcem Liščího potoka je Povodí Labe, státní podnik. Přímý výkon správy toků zajišťuje závod Jablonec nad Nisou, provoz Hradec Králové.

## Galerie

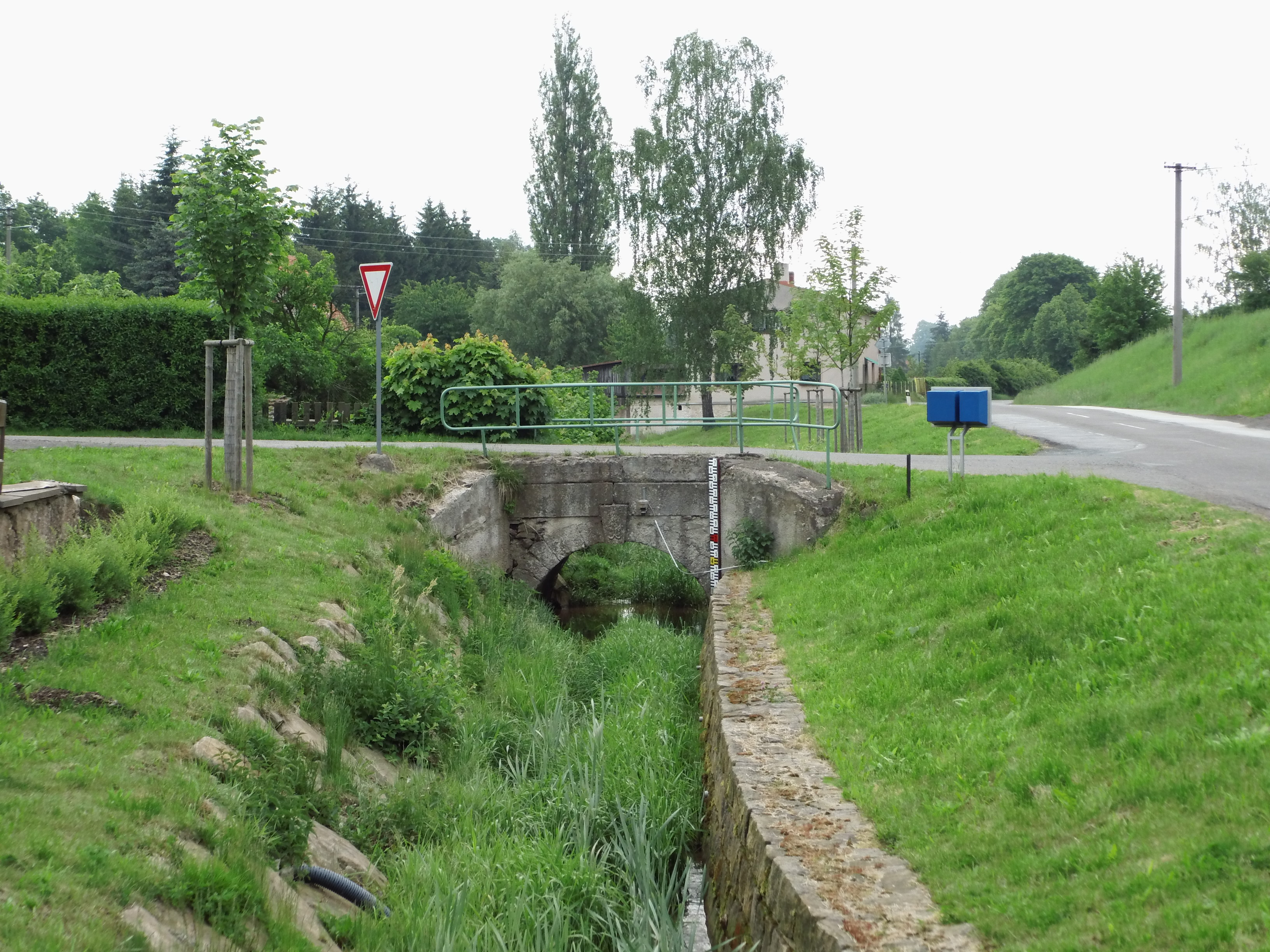
Mostek s automatickým hladinoměrným čidlem s dálkovým přenosem dat a vodočetná lať v Hejtmánkovicích
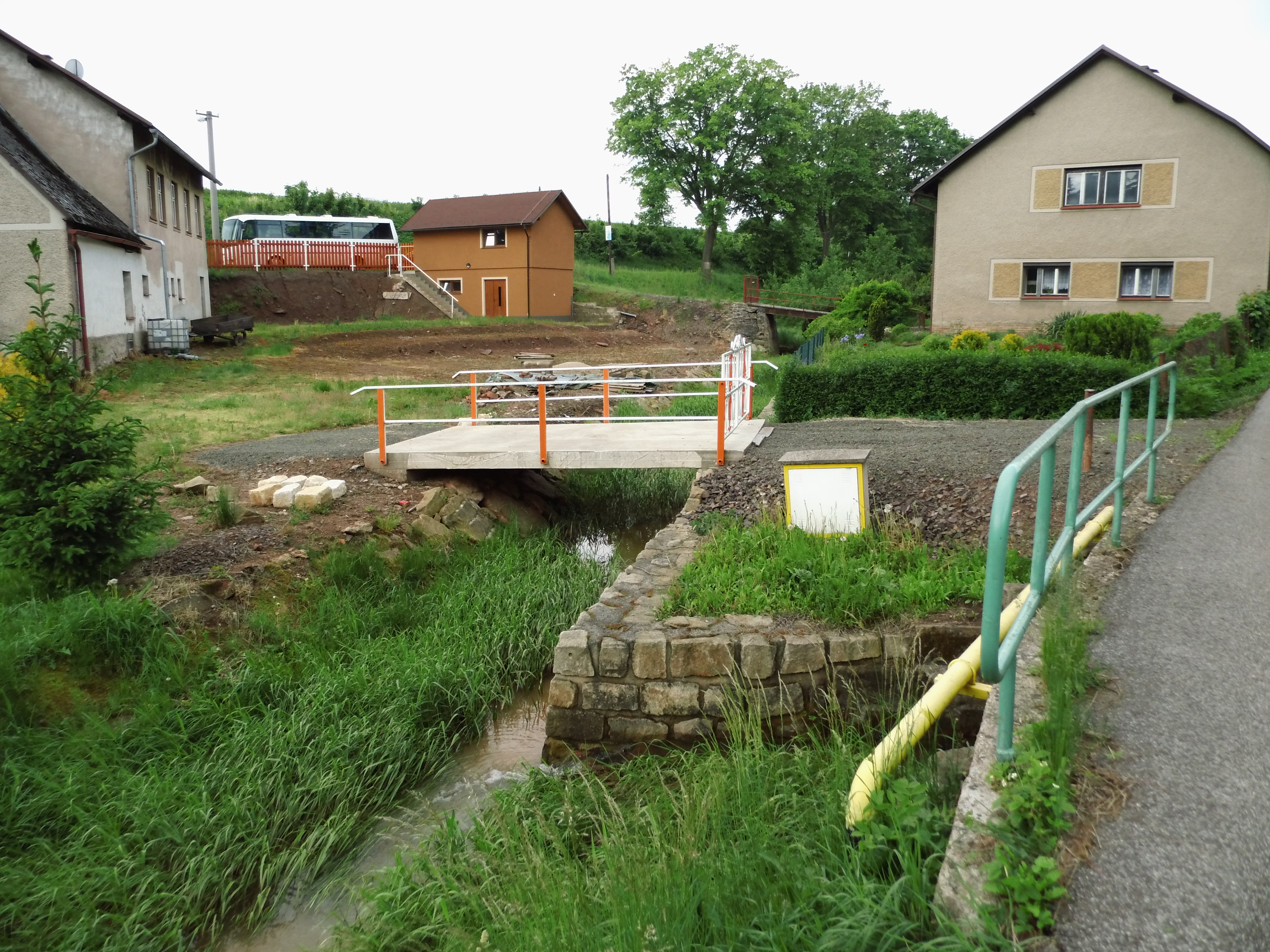
Liščí potok v Hejtmánkovicích
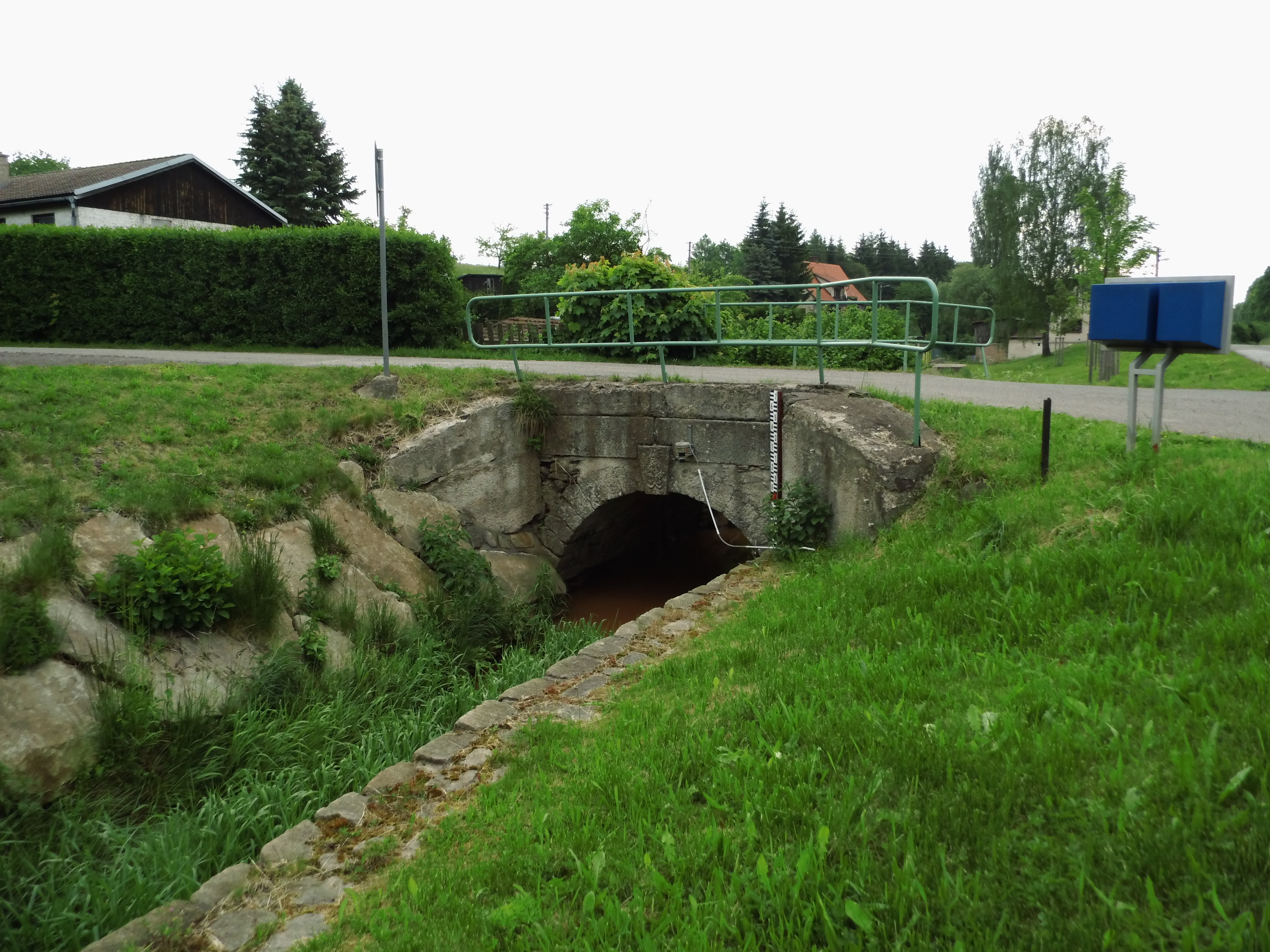
Liščí potok s mostkem v Hejtmánkovicích